# 狩野氏
狩野氏（かのし、かのうじ）は、日本の武家である。本姓は藤原南家工藤氏流。加納・嘉納とも表記されることがある。
織田信長、豊臣秀吉、徳川将軍などの御用絵師として仕えた画派の狩野派（狩野家）は、狩野氏に始まる。

## 出自
藤原南家工藤氏の流れをくむ伊豆国発祥の氏族。「狩野」の名は、工藤氏が拠点としていた伊豆国の狩野荘（現在の狩野川上流、伊豆市大平柿木付近）に由来する。工藤氏、伊東氏と同じ一族である。
6代目である工藤祐隆（伊東家次）の四男である工藤茂光を祖とし、その子である狩野宗茂以降、代々「狩野介」を称する伊豆国の在庁官人であった。
『尊卑分脈』によると、宗茂の弟・狩野行光の子孫も、また『系図綜覧』によると、その弟である狩野親光もまた、狩野を称したとされる。

## 歴史
平安時代後期から室町時代後期まで（11世紀半ば～15世紀）の約400年にわたって、狩野地区の領主であり、狩野城の城主であった。北条早雲が伊豆国に攻め込んだときには敵対したが降伏し、小田原に移ってからは後北条氏に仕えた。
鎌倉時代には、治承・寿永の乱で源頼朝側として挙兵当初から従っている。
鎌倉時代に成立した『吾妻鏡』には、他に以下の名が見られる。
- 狩野宣安 … （巻8・11）狩野五郎宣安[2]。
- 狩野宗茂 … （巻13・21）狩野介宗茂[2]。
- 狩野兵衛尉 … （巻16）[2]。
- 狩野小太郎 … （巻21）[2]。
- 狩野行光 … （巻21）狩野民部大夫行光[2]。
- 狩野光広 … （巻24）狩野七郎光広[2]。
- 狩野藤乙兵衛尉 … （巻27）[2]。
- 狩野為広 … （巻31・32・42・44・45・48・49）狩野五郎左衛門尉為広[2]。
- 狩野五郎左衛門尉 … （巻35・36・41）[2]。
- 狩野景茂 … （巻44・47・48・50）狩野左衛門四郎景茂[2]。
- 狩野八郎左衛門 … （巻50）[2]。
- 狩野左衛門六郎 … （巻50）[2]。

『承久記』巻1には「狩野介入道」「かのの七郎みつひろ」などの名前が見られる。
南北朝時代の人物として『太平記』巻1に「狩野下野前司」、巻6に「狩野七郎左衛門尉」、巻10に「狩野五郎重光」、巻14に「狩野新介」、巻37に「ひとかたの大将にもとたのみし狩野介も降参しぬ」という名前が見える。室町時代の人物では『鎌倉大草紙』の中では「伊豆には狩野介」。戦国時代には『北条盛衰記』の中に「北条早雲は……、狩野介を攻む。狩野介は伊東の婿なれば、伊東の弟に円覚という法華の僧ありけるを大将として加勢……狩野打ち負け、名越の国清寺にてぞ自害しける」と狩野氏の人物について記されている。

## 狩野派（狩野家・画派）
日本絵画史上最大の画派である狩野派の始祖・狩野正信は、狩野宗茂（狩野氏の祖・工藤茂光の子）の子孫。江戸時代作成の家譜・画伝類では駿河今川氏の家臣・狩野出羽二郎景信を正信の父としている。
室町幕府の御用絵師となった狩野正信の子孫は、室町幕府崩壊後は織田信長、豊臣秀吉、徳川将軍などに絵師として仕え、その時々の権力者と結び付いて常に画壇の中心を占め、日本美術界に多大な影響を及ぼし、室町時代中期（15世紀）から江戸時代末期（19世紀）まで、約400年にわたって活動した。